# 郑州行政沿革
郑州行政沿革是河南省郑州市历代行政变化。

## 秦汉
秦汉时期，郑州境内始置荥阳、巩、京，属于三川郡。新郑、苑陵、阳城属颖川郡。西汉改三川郡为河南郡，又置密县、成皋等县，并将新郑、苑陵二县划入河南郡。东汉元鼎五年（前112年）故市、中牟两个侯国合并为中牟县。建武十五年（39年）河南郡改为河南尹，河南尹治洛阳，辖巩、荥阳、京、中牟、密、新郑、成皋、苑陵等县，管城为中牟县一邑。

## 魏晋南北朝
晋泰始二年（226年），分河南郡置荥阳郡，辖荥阳、京、密、苑陵、中牟、卷、开封、阳武等8县。巩县、成皋二县属河南郡。北魏泰常五年（420年）置北豫州，治武牢。宋元嘉七年（430年）北豫州自虎牢移治荥阳，改筑荥阳城。迁荥阳县治于大索城（即今荥阳市治）。太平真君八年（447年）中牟县划入阳武县，景明元年（500年）又恢复中牟县。东魏天平元年（534年）析荥阳郡分置广武、荥阳、成皋郡，广武郡治中牟县。北周建德六年（577年）北豫州改为荥州，废成皋郡。

## 隋唐
隋开皇元年（581年），改荥州为郑州，治虎牢，辖荥阳、成皋、京县、卷县、巩县、密县、原武、阳武、苑陵、中牟共10个县。开皇十六年（596年）从郑州分出管州。大业二年（606年），废除管州，将治虎牢的郑州移治管城。唐初武德四年（621年），郑州被一分为二，密县、汜水、荥阳、荥泽、成皋五县划属郑州，州治武牢；管城、圃田、须水、新郑、清池等划属管州，州治管城。贞观元年（627年）废管州及须水、清池县，属县复入郑州。贞观七年（633年）郑州从武牢移治管城县。时郑州辖管城、荥泽、荥阳、新郑、密、汜水、阳武。唐天宝元年（742年）改郑州为荥阳郡，仍治管城县。758年，荥阳郡改称郑州。

## 北宋至民初
宋代熙宁五年（1072年）郑州被撤，荥阳县和荥泽县改为镇，属管城县，隶属于开封府。元丰八年（1085年）重置郑州。崇宁四年（1105年）建郑州为西辅，属京西北路，升奉宁军，下辖管城、荥泽、原武、新郑、荥阳。金海陵王贞元元年（1153年）永安军改为芝田县，置郑州，下辖管城、荥阳、汜水、河阴、原武、密县、新郑、荥泽等8县。
元朝，1216年管城县改称故市县。1235年，故市县复名为管城县。1265年，新郑、密县改属钧州，荥泽、原武划归开封府。郑州辖管城、荥阳、汜水、河阴4县。明朝，郑州划归开封府。清代，郑州初为郑县后被提升为直隶州，管辖4县。民国时期，郑州直隶州为郑县。

## 1948年至今
1948年10月22日郑县被中国共产党接管后，设郑州市。1954年郑州成为河南省省会。次年，郑州专区迁驻开封市，改称开封专区。1958年，荥阳县、密县、巩县、新郑县、登封县划归郑州市。今郑州市辖区大体成型。
目前下辖郑州辖6个市辖区、1个县，代管4个县级市。以及郑东新区、郑州国家高新技术产业开发区和郑州经济技术开发区三个功能区。